# Steel Attack
'Steel Attack es una banda sueca de power metal procedente de Sala (Västmanland) y creada oficialmente en 1997, aunque ya existían desde 1995 bajo el nombre de Mayer's Eve.

## Historia
La primera grabación oficial de Steel Attack fue una maqueta de cuatro pistas denominada Mighty Sword Of Steel, que fue grabada en 1998 y mandada a diferentes discográficas europeas. Poco después logran firmar un contrato con AFM Records y fruto de ese fichaje sale a la luz el disco debut Where Mankind Fails en 1999. Dicho disco fue grabado en Studio Underground y les permitió ser teloneros de Edguy y participar en eventos importantes como Sweden Rock Festival y Wacken Open Air.
El segundo disco de estudio Fall Into Madness, también grabado en Studio Underground fue lanzado en junio de 2001 (tras ser grabado durante mayo de 2000). Tras ser lanzado, Steel Attack hace una gira de 8 días por los Estados Unidos, la cual incluía una participación en el Metal Meltdown Festival de Nueva Jersey. 
En 2003 sale a la venta el tercer disco Predator Of The Empire, esta vez bajo la discográfica española Arise Records, y en octubre de 2004 sale a la venta el cuarto disco Enslaved. Este último disco fue grabado en el Black Lounge Studio que es propiedad de Jonas Kjellgren (Raubtier, Bourbon Boys, World Below, antiguamente Scar Symmetry etc.). Poco después de dicho lanzamiento salen de gira con los alemanes Black Abyss y los canadienses Exciter.
Finalmente, 'Steel Attack cesa su contrato con Arise Records y ficha por Massacre Records. Una vez firmado el contrato el grupo empieza a trabajar en su quinto disco Diabolic Symphony, el cual fue nuevamente grabado en el Black Lounge Studio y salió a la venta el 21 de abril de 2006.
El 22 de febrero de 2008 sale a la venta el sexto y hasta ahora último disco de Steel Attack denominado Carpe DiEnd. Este disco a su vez supuso la entrada de tres nuevos integrantes (Simon, Peter y Johan). Las baterías fueron grabados en los Sonic Train Studios (propiedad de Andy LaRoque de King Diamond), mientras que el resto fue grabado en los SolnaSound Studios.
En 2010 regresa Steel Attack con su formación clásica que grabó los dos primeros discos.

## Miembros
- Andreas Vollmer (antes Andreas de Vera) – batería (1997–1999, 2000–2001, 2009–)
- Dennis Vestman – guitarras (1997–2003, 2009–)
- Stefan "Steve Steel" Westerberg – voz y bajo (1997–2001, 2009–)
- John Allan Forssén – guitarra solista (1998–)

### Exmiembros
- Michael Böhlin – guitarras (1997–1998)
- Roger Raw – batería (1999–2000)
- Patrick Späth – bajo (2001–2003)
- Dick Johnson – voz (2001–2003)
- Mike Stark – batería (2002–2005)
- Anden Andersson – bajo (2003–2007)
- Johan Jalonen Penn – guitarras (2004–2007, 2009)
- Ronny Hemlin – voz (2004–2009)
- Tony Elfving – batería (2005–2007)
- Johan Löfgren – bajo (2007–2009)
- Peter Morén – batería (2007–2009)
- Simon Johansson – guitarras (2007–2009)

## Discografía
Demo
- 1998: Mighty Sword of Steel

Discos de estudio
- 1999: Where Mankind Fails (AFM Records)
- 2001: Fall into Madness (AFM Records)
- 2003: Predator of the Empire (Arise Records)
- 2004: Enslaved (Arise Records)
- 2006: Diabolic Symphony (Massacre Records)
- 2008: Carpe DiEnd (Massacre Records)